# Бурков, Константин Лаврентьевич
Константи́н Лавре́нтьевич Бу́рков (3 июня 1906 — 3 декабря 1964) — капитан рыбопромыслового флота, участник Советско-финской и Великой Отечественной войн.

## Биография
Константин Лаврентьевич Бурков родился 3 июня 1906 года в деревне Патракеевка (Архангельская губерния), в поморской семье. С 14 лет начал выходить в море. Сперва он был коком на небольшом боте. Юношество Буркова было отдано в матросской работе, и теорию судовождения он изучал уже в 25 лет в Архангельском мореходном техникуме, на вечернем отделении. Окончание обучения совпало с первым спуском на воду «рыболовного комбайна» мурманской судоверфи.
С 1938 года Бурков стал исполняющим обязанности начальника Архангельского тралового флота. Через год началась Зимняя война, в которой Константин Лаврентьевич принял самое непосредственное участие, первым ступив на освобождённый печенгский причал и разминировав его. За эти боевые заслуги он был отмечен Орденом Красного Знамени в 1940 году.
Великую Отечественную войну Бурков прошёл на тральщике ТЩ-38. В боях он был тяжело ранен, но совершил немало героических поступков, за которые страна отметила его орденом Отечественной войны I степени, двумя орденами Красной Звезды и медалью За отвагу, которой капитан очень дорожил.
О том, как Константин Бурков проявил себя в тяжёлые военные годы, свидетельствует заметка, опубликованная 24 июля 1943 года в «Полярной Правде»:
Кто в траловом флоте не знал «коробки», на которой плавал Константин Лаврентьевич Бурков! Бывалый моряк, он ходил в широкие просторы Баренцева моря не только промысловиком, но и исследователем. Море учило его, и он был прилежным учеником.
В один из последних налетов на корабль напали семнадцать самолетов врага. Бомбы ложились у самого борта, и вода кругом бурлила, как кипяток. Ни одна  из   брошенных  бомб  не угодила в корабль. Бурков умело маневрировал, не прекращая огня по машинам противника.

После одного из сражений Буркова доставили в госпиталь с ранением. Но ненадолго это расставание. Вернется Бурков снова на родной корабль. А если и на другой, то там он будет таким же боевым командиром. И корабль будет такой же боевой…
После войны судно Буркова неоднократно проходило Баренцево море, вылавливая вражеские мины, чтобы обеспечить безопасную ловлю рыбы. Интересно, что в это время, в 1947 году командой Константина Ларвентьевича был повторён довоенный рекорд вылова: 60 тысяч центнеров — несмотря на то, что у капитана почти не действовала рука.
В 1949 году судно «Сёмга», которым управлял Бурков, вышло из шторма силой одиннадцать баллов. В 1950 году Константин Бурков стал начальником промысловой разведки, также избирался членом ЦК профсоюза рабочей пищевой промышленности, ГК КПСС и депутатом Городского Совета Мурманска. Ему была вручена высшая награда Страны Советов — Орден Ленина.
Капитан 1-го ранга Константин Лаврентьевич Бурков скончался 3 декабря 1964 года от разрыва сердца на шестом причале рыбного порта.
Похоронен на старом кладбище г. Мурманска.

## Память
В честь капитана Беломорская улица города Мурманска была переименована в улицу капитана Буркова в 1960-х годах.